# Klaus Kynde Nielsen
Klaus Kynde Nielsen (Aarhus, 13 aprile 1966) è un ex pistard danese.

## Palmarès

### Olimpiadi
- 1 medaglia:
  - 1 bronzo (Barcellona 1992 nell'inseguimento a squadre)

### Strada
- 1994 (due vittorie)

1ª tappa, 1ª semitappa Bayern Rundfahrt
4ª tappa, 2ª semitappa Bayern Rundfahrt